# Aderus bicallosus
Aderus bicallosus is een keversoort uit de familie schijnsnoerhalskevers (Aderidae). De wetenschappelijke naam van de soort werd in 1947 gepubliceerd door Maurice Pic.